# Lungelbach
Der Lungelbach ist ein ganzjähriges Fließgewässer im Alpenvorland westlich von Raubling.
Er entsteht im Moorgebiet der Sterntalfilze, verläuft weitgehend nordwärts bis zur Mündung von rechts in den Kaltenbach.
Der Lungelbach verläuft fast vollständig auf dem FFH-Gebiet Moore um Raubling.